# Obóz przejściowy w kościele św. Wojciecha na Woli
Obóz przejściowy w kościele św. Wojciecha na Woli – przejściowy obóz dla ludności cywilnej, utworzony przez Niemców w pierwszych dniach powstania warszawskiego na terenie kościoła św. Stanisława Biskupa w dzielnicy Wola, nazywanego zwyczajowo kościołem św. Wojciecha. 
Kościół stanowił punkt zborny dla wypędzanych mieszkańców północnych dzielnic Warszawy, którzy w fatalnych warunkach sanitarnych zmuszeni byli oczekiwać tam na wywiezienie do obozu przejściowego w Pruszkowie. W czasie powstania warszawskiego przez kościół św. Wojciecha przeszło około 90 000 mieszkańców Warszawy. Ponadto w jego okolicach funkcjonariusze SS zamordowali ponad 400 osób. Ofiarami byli zazwyczaj mężczyźni, których podejrzewano o udział w powstaniu, lub osoby podejrzewane o żydowskie pochodzenie.

## Utworzenie obozu dla ludności cywilnej

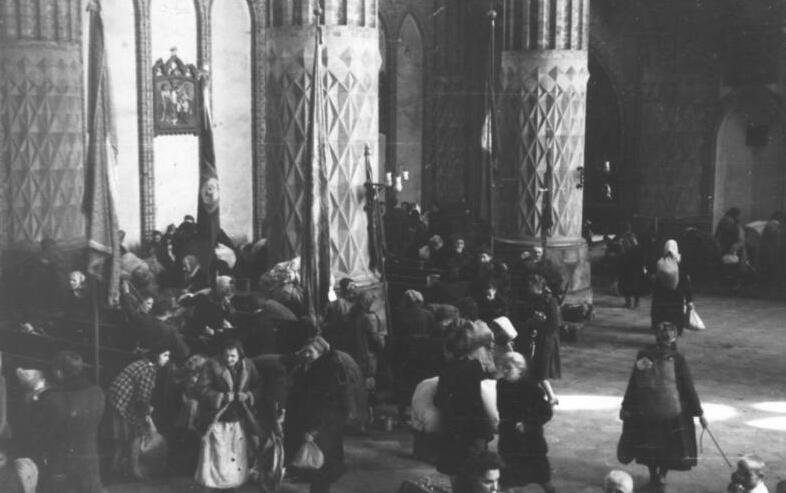
Cywile wewnątrz kościoła

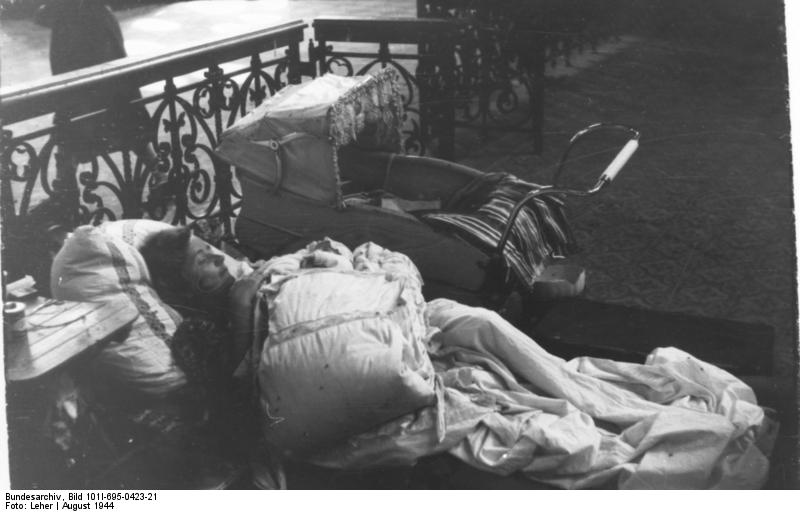
Warunki bytowe były bardzo surowe

Siły niemieckie przejęły kontrolę nad kościołem św. Wojciecha (ulica Wolska 76) i jego najbliższą okolicą już w pierwszym dniu powstania warszawskiego. Początkowo rozlokowali się tam saperzy Wehrmachtu, później – jednostki niemieckiej żandarmerii przybyłe z Kraju Warty. Z zeznań złożonych po wojnie przez księdza proboszcza Wacława Murawskiego wynikało, że pierwszą grupę ludności cywilnej (byli to mieszkańcy najbliższych domów przy ulicy Wolskiej) przyprowadzono do kościoła już 2 sierpnia 1944. Kolejne, początkowo niewielkie, grupy wypędzonych trafiły tam 3 i 4 sierpnia. Składały się zazwyczaj z kobiet i małych dzieci, gdyż w pierwszych dniach powstania mężczyzn zamieszkujących zajęte przez Niemców kwartały Woli rozstrzeliwano na miejscu.
5 sierpnia rozpoczęła się rzeź Woli. Przebijające się w kierunku Śródmieścia niemieckie „siły odsieczy”, dowodzone przez SS-Gruppenführera Heinza Reinefartha, zamordowały tego dnia około 45 000 polskich cywilów – mężczyzn, kobiet i dzieci. Masową eksterminację ludności Woli zahamował dopiero pod wieczór rozkaz SS-Obergruppenführera Ericha von dem Bacha-Zelewskiego. Von dem Bach, który objął tego dnia dowództwo nad oddziałami wyznaczonymi do stłumienia powstania, zorientował się, iż zajęci mordowaniem, gwałceniem i grabieżą żołnierze „sił odsieczy” nie są w stanie prowadzić działań ofensywnych przeciw powstańcom. Rozkazał więc zaprzestać mordowania kobiet i dzieci (rozkaz likwidacji mężczyzn pozostawał w mocy do 12 sierpnia). Cywile mieli być odtąd kierowani do obozu przejściowego utworzonego w podwarszawskim Pruszkowie.
Od 5 sierpnia napływ cywilów do kościoła św. Wojciecha nabrał charakteru masowego. Bywały dni, kiedy w gmachu świątyni przetrzymywano jednocześnie nawet do 5000 ludzi. Niemcy zamienili bowiem kościół w przejściowy obóz dla ludności cywilnej, w którym wypędzeni z domów warszawiacy mieli oczekiwać na transport do obozu w Pruszkowie. Początkowo do kościoła św. Wojciecha trafiali przede wszystkim mieszkańcy warszawskiej Woli, a w późniejszym okresie również mieszkańcy zajmowanych sukcesywnie przez Niemców północnych dzielnic Warszawy: Starego Miasta, Śródmieścia Północnego (zwłaszcza okolic Krakowskiego Przedmieścia) i Żoliborza. Zdarzały się również grupy wysiedleńców z Mokotowa. Pobyt uchodźców w kościele trwał zwykle od kilkunastu godzin do kilku dni. Transporty w kierunku Dworca Zachodniego (skąd wywożono wysiedlonych do Pruszkowa) organizowano dwa razy dziennie. Łącznie w okresie powstania warszawskiego przez kościół św. Wojciecha przeszło blisko 90 000 mieszkańców stolicy. W ten sposób stał się on się najbardziej znanym – obok targowiska warzywnego „Zieleniak” na Ochocie – punktem zbornym dla wypędzanej ludności Warszawy.
Po przybyciu do kościoła wysiedlonych dzielono na dwie grupy. Mężczyźni byli umieszczani w dolnym kościele, a kobiety i dzieci w górnym. Warunki w jakich przetrzymywano wypędzonych były fatalne. Większość, w tym ranni i chorzy, zmuszona była spać na kamiennych posadzkach i tylko nieliczni mieli szansę rozłożyć się na kościelnych ławach. Niemcy nie pozwalali wypędzonym opuszczać kościoła, przez co musieli załatwiać potrzeby naturalne wewnątrz gmachu. W rezultacie, cała przestrzeń za ołtarzem głównym została w krótkim czasie pokryta fekaliami. Ranni i chorzy pozbawieni byli przez długi czas jakiejkolwiek opieki medycznej.
Uwięzionych w kościele Polaków traktowano z wielką brutalnością. Na porządku dziennym było bicie i szykanowanie oraz grabież co cenniejszych przedmiotów osobistych. Wielokrotnie niemieccy żołnierze wyciągali z tłumu młode kobiety. Po części z nich ślad zaginął, a te, którym udało się powrócić opowiadały, że padły ofiarą gwałtu. 
Ponadto w pierwszych dniach sierpnia w budynkach przy ulicy Sokołowskiej – usytuowanych naprzeciwko kościoła św. Wojciecha – Niemcy zorganizowali kwaterę tzw. Verbrennungskommando Warschau. W skład Verbrennungskommando wchodzili pochwyceni przez Niemców polscy mężczyźni, których zadaniem było uprzątanie i palenie zwłok ofiar rzezi Woli. Na Sokołowskiej przetrzymywano również więźniów z innych komand roboczych, których wykorzystywano do rozbierania barykad i innych prac fizycznych.
W pierwszych dniach września 1944 do obozu trafił doktor Edward Kowalski – lekarz z powstańczego szpitala, którego Niemcy wzięli do niewoli na Starym Mieście. Za zgodą Niemców, Kowalski wraz z przydzielonym mu polskim personelem sanitarnym (felczer i osiem sanitariuszek) zorganizował w kościele prowizoryczny szpital. Początkowo personel sanitarny miał do dyspozycji jedynie niewielką liczbę lekarstw, koców i środków opatrunkowych, które uzyskiwano od uwięzionych w kościele ludzi. Sytuacja poprawiła się nieco, gdy Niemcy pozwolili Kowalskiemu korzystać z zapasów pobliskiego Szpitala Wolskiego. Personel sanitarny starał się w miarę możliwości chronić ludzi przed wywózkami na roboty do Rzeszy lub do obozów koncentracyjnych (Kowalski miał prawo ewakuować swoich chorych z pominięciem selekcji w Pruszkowie). Dotyczyło to jednak jedynie osób, które trafiły do kościoła. Do więźniów specjalnych, przetrzymywanych na plebanii, personel sanitarny nie miał dostępu.
10 września kościół odwiedziła delegacja Międzynarodowego Czerwonego Krzyża, badająca w jakich warunkach odbywa się „ewakuacja” ludności cywilnej z Warszawy. Efektem wizyty było podniesienie prestiżu polskiego personelu sanitarnego w oczach Niemców i zwiększenie możliwości jego działania.

## Selekcje i egzekucje

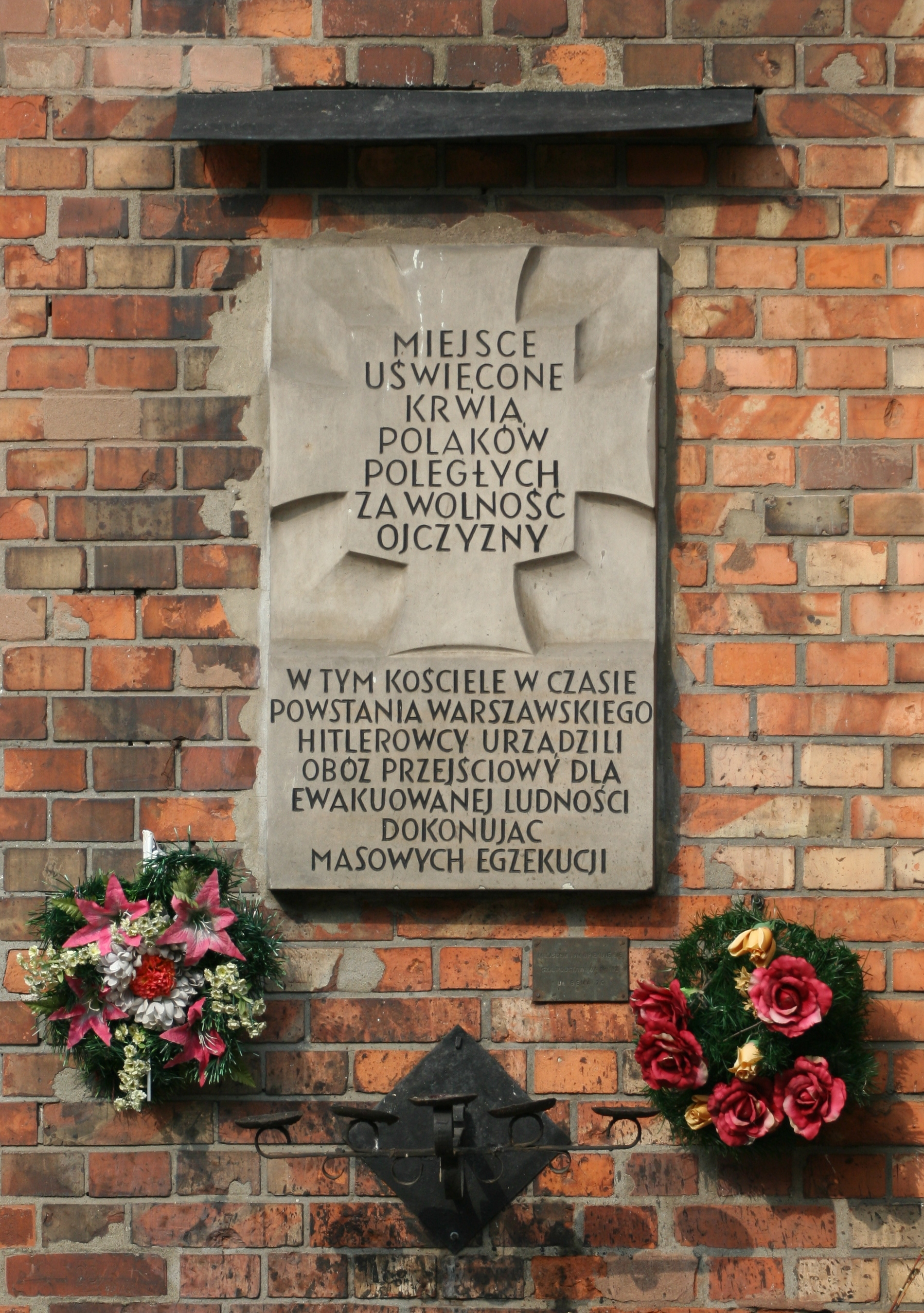
Pamiątkowa tablica na ścianie kościoła

W pierwszych dniach powstania okolice kościoła św. Wojciecha stały się areną licznych egzekucji. Ich ofiarą padali przede wszystkim mężczyźni z Woli, których separowano od reszty uchodźców i rozstrzeliwano na placyku przed kościołem lub na przykościelnym cmentarzu. Za próbę udzielenia pomocy wypędzonym zatrzymano trzech księży pełniących posługę w kościele św. Wojciecha (Stanisława Kuleszę, Stanisława Mączkę, Romana Ciesiałkiewicza) oraz organistę Tadeusza Kozaka. Zabrano ich do domu przy ul. Sokołowskiej 5, skąd księża zostali później wywiezieni przez Niemców w nieznanym kierunku i ślad po nich zaginął. Według Stanisława Kicmana księża zostali rozstrzelani na Moczydle w dniu 8 sierpnia 1944. Taką informację podaje również tablica wywieszona na ścianie kościelnej kaplicy. Organista przeżył wojnę, podobnie jak ks. proboszcz Murawski, którego Niemcy wywieźli 10 sierpnia do obozu w Pruszkowie.
Również po uchyleniu rozkazu o eksterminacji ludności Warszawy w okolicach kościoła św. Wojciecha dochodziło do licznych egzekucji. Już 5 sierpnia na plebanii rozlokowała się jednostka niemieckiej służby bezpieczeństwa (tzw. Sonderkommando „Spilker”), która stanowiła komórkę wywiadowczą Grupy Bojowej „Reinefarth”. Zadaniem jednostki, na której czele stał SS-Hauptsturmführer Alfred Spilker, była przede wszystkim identyfikacja i likwidacja powstańców warszawskich oraz Żydów, którzy starali się ukryć w tłumie wysiedlanych warszawiaków. Wyselekcjonowane przez członków SD osoby zatrzymywano i zazwyczaj rozstrzeliwano lub kierowano do obozów koncentracyjnych. Ponadto na plebanii przesłuchiwano, torturowano i mordowano schwytanych w walce powstańców. 
W czasie powstania warszawskiego w okolicach kościoła św. Wojciecha Niemcy zamordowali łącznie ponad 400 osób. Wśród ofiar znajdowali się m.in.: ks. Tadeusz Jachimowski, naczelny kapelan Armii Krajowej zabity w okolicach 6–8 sierpnia 1944 oraz sześć sanitariuszek i łączniczek AK wziętych do niewoli na Powiślu Czerniakowskim i rozstrzelanych 24 września 1944. Zachowały się również relacje o rozstrzelaniu na dziedzińcu kościoła całego oddziału AK, którego członków wzięto do niewoli na Czerniakowie. Zbrodnia ta miała mieć miejsce 20 września.

## Po powstaniu
Obóz przejściowy w kościele św. Wojciecha funkcjonował do momentu zakończenia akcji wypędzania mieszkańców Warszawy. Po rozpoczęciu metodycznego wyburzania miasta Niemcy planowali wysadzenie kościoła w powietrze, lecz pomimo dokonanych przygotowań nie zdołali zrealizować tego zamiaru przed nadejściem Armii Czerwonej. W styczniu 1945 do kościoła powrócił ksiądz proboszcz Wacław Murawski. Miesiąc później, po przeprowadzeniu pierwszych prac porządkowych, wznowiono w kościele odprawianie Mszy świętej.
Na zewnątrz i wewnątrz kościoła umieszczono po wojnie tablice upamiętniające ofiary obozu przejściowego oraz żołnierzy III Obwodu Armii Krajowej „Wola”.